# Jon Toral
Jon-Miquel Toral Harper (ur. 5 lutego 1995 w Reus) – hiszpański piłkarz pochodzenia angielskiego, występujący na pozycji pomocnika w indyjskim klubie Mumbai City.
Wychowanek Barcelony, w trakcie swojej kariery grał także w takich zespołach jak Brentford, Birmingham City, Rangers, Granada CF oraz OFI 1925.

## Statystyki kariery
(aktualne na dzień 12 stycznia 2017)
| Klub                   | Sezon              | Liga                 | Liga  | Liga   | Puchar kraju | Puchar kraju | Puchar ligi | Puchar ligi | Europa | Europa | Inne  | Inne   | Suma  | Suma   |
| Klub                   | Sezon              | Liga                 | Mecze | Bramki | Mecze        | Bramki       | Mecze       | Bramki      | Mecze  | Bramki | Mecze | Bramki | Mecze | Bramki |
| ---------------------- | ------------------ | -------------------- | ----- | ------ | ------------ | ------------ | ----------- | ----------- | ------ | ------ | ----- | ------ | ----- | ------ |
| Arsenal                | 2014/15            | Premier League       | 0     | 0      | 0            | 0            | 0           | 0           | 0      | 0      | —     | —      | 0     | 0      |
| Brentford (wyp.)       | 2014/15            | Championship         | 34    | 6      | 1            | 0            | 1           | 0           | —      | —      | 1     | 0      | 37    | 6      |
| Birmingham City (wyp.) | 2015/16            | Championship         | 36    | 8      | 1            | 0            | 1           | 0           | —      | —      | —     | —      | 38    | 8      |
| Granada CF (wyp.)      | 2016/17            | Primera División     | 5     | 0      | 1            | 1            | —           | —           | —      | —      | —     | —      | 6     | 1      |
| Rangers (wyp.)         | 2016/17            | Scottish Premiership | 0     | 0      | 0            | 0            | 0           | 0           | —      | —      | —     | —      | 0     | 0      |
| Ogólnie w karierze     | Ogólnie w karierze | Ogólnie w karierze   | 75    | 14     | 3            | 1            | 2           | 0           | 0      | 0      | 1     | 0      | 81    | 15     |